# Jens Adler
Jens Adler (* 25. April 1965 in Halle (Saale)) ist ein ehemaliger deutscher Fußballspieler und heutiger -trainer. In der höchsten Spielklasse des DDR-Fußballs, der Oberliga, spielte er für den HFC Chemie. Adler war der letzte Torwart der DDR-Nationalmannschaft.

## Sportliche Laufbahn

### Club- und Vereinsstationen
Adler stand seit 1974 beim Halleschen FC Chemie im Tor. Mit dem Fußballclub schaffte er 1986/87 den Aufstieg in die DDR-Oberliga, aus der Adler drei Jahre zuvor mit dem HFC als Stammtorhüter in der Rückrunde (13 von 13 Einsätzen) abgestiegen war. Sein erstes von 87 Matches in der höchsten Spielklasse der DDR bestritt der Torhüter zum Rückrundenauftakt der Spielzeit 1983/84 beim 0:0 gegen den FC Vorwärts Frankfurt/Oder, an deren Ende der Gang in die Zweitklassigkeit stand. Am Vormittag hatte er nach eigener Erinnerung noch in der 2. Mannschaft eine Halbzeit in der Bezirksliga Halle gespielt, bis ihm HFC-Clubchef Bernd Bransch von der Chance in der Erstligaelf berichtete, die der junge Torwart beherzt wahrnahm. Das Fachblatt fuwo attestierte dem 18-jährigen Schlussmann beim Debüt eine „solide“ Vorstellung.
Die beste Platzierung erreichte er mit seiner Mannschaft in der Saison 1990/91, der letzten Saison vor Eingliederung in den Spielbetrieb des DFB, als der HFC Vierter wurde und sich sowohl für den UEFA-Pokal, als auch für die 2. Bundesliga qualifizierte. Insgesamt bestritt Adler in seiner Karriere 200 Punktspiele für die 1. Mannschaft des Halleschen FC – in vier verschiedenen Spielklassen, davon je zwei in der DDR und im wiedervereinigten Deutschland.
Nach der Trennung vom Halleschen FC im Winter 1993/94 kam Adler über die Zwischenstation BSV Brandenburg anderthalb Jahre später zu Hertha BSC, wo er ab Sommer 1995 als Ersatzmann für Stammtorhüter Christian Fiedler unter Vertrag genommen wurde. In den zwei Jahren bei Hertha kam er in der 1. Mannschaft nur zu einem einzigen Einsatz. Am letzten Spieltag der Saison 1996/97 wurde er in der Partie gegen den KFC Uerdingen 05 für Fiedler eingewechselt und feierte mit der Mannschaft trotz Niederlage (0:2) den Aufstieg in die 1. Bundesliga. Häufiger stand Adler im Tor der Hertha-Amateurelf. Danach wechselte er zum viert- bzw. ab 1999 drittklassigen VfL Halle 1896. In der letzten Saison der Regionalliga Nordost 1999/2000 hütete er in 29 Spielen das Tor der Hallenser.

### Auswahleinsätze
1990 kam er auch zu seinem einzigen Einsatz in der Fußballnationalmannschaft der DDR. Beim letzten Spiel der Mannschaft vor ihrer Auflösung, einem Freundschaftsspiel gegen Belgien, wurde Adler kurz vor dem Spielende von Trainer Eduard Geyer für Jens Schmidt eingewechselt. Das Spiel in Brüssel endete mit einem 2:0-Sieg der Ostdeutschen. Adler gilt somit als „der letzte Nationalspieler der DDR“.

## Berufliche Laufbahn
Nach Beendigung seiner aktiven Laufbahn stand Adler unter anderem zwischen 2001 und 2008 sowie erneut von 2012 bis 2016 beim Halleschen FC als Torwarttrainer unter Vertrag. Später trainierte er im Nebenjob die HFC-Nachwuchstorhüter und arbeitet er bei den Stadtwerken Halle, auch als Baggerfahrer.